# Instandhaltbarkeit
Der Begriff Instandhaltbarkeit eines technischen Produktes/Systems umfasst einerseits die Möglichkeit, das Produkt überhaupt instand zu halten, andererseits den Aufwand, der betrieben werden muss, um das System so instand zu halten, dass es seine volle Funktionalität und Verfügbarkeit behält.
Nach DIN IEC 60300-3-10 ist die Instandhaltbarkeit wie folgt definiert:

„Fähigkeit einer Einheit, unter gegebenen Anwendungsbedingungen in einem Zustand erhalten bzw. in ihn zurückversetzt werden zu können, in dem sie eine geforderte Funktion erfüllen kann, wobei vorausgesetzt wird, dass die Instandhaltung unter den gegebenen Bedingungen mit den vorgeschriebenen Verfahren und Hilfsmitteln durchgeführt wird.“

Anders ausgedrückt beschreibt die Instandsetzbarkeit, wie schnell (Zeit als quantitative Größe) und einfach (qualitative Größen) eine Funktionsstörung behoben werden kann, wobei zur Störungsbehebung die vorher festgelegten Verfahren und Hilfsmittel eingesetzt werden. Kunden bevorzugen Produkte, deren Instandsetzbarkeit groß ist, weil das Kosten und Ausfallzeit spart. Die Instandhaltbarkeit beeinflusst die Lebenszykluskosten (d. h. die Kosten, die ein Produkt über seine gesamte Lebensdauer verursacht) deutlich. 
Die Instandhaltbarkeit kann durch verschiedene Maßnahmen unterstützt werden, dazu gehören 
- die Verwendung von standardisierten Bauteilen um die Lagerhaltung für Ersatzteile zu reduzieren bzw. die Beschaffungswege zu vereinfachen,
- die leichte Zugänglichkeit der Teilbereiche, die häufiger repariert oder ausgetauscht werden müssen,
- die leichte Handhabbarkeit und Lösbarkeit von Einheiten sowie
- die einfache und genau die Störung ermittelnde Prüfbarkeit.

Maschinen, die sich beispielsweise dadurch auszeichnen, dass sie spontan ohne diagnostizierbaren Grund ausfallen, sind nicht instandhaltbar, da sie sich erst nach einem Ausfall instand setzen lassen. 
Gründe für eine geringe oder schlechte Instandhaltbarkeit können sein:
- Notwendigkeit aufwändiger Analysen zur Fehlererkennung,
- schlechte Zugänglichkeit (z. B. in einem Raumfahrzeug),
- Erfordernis häufiger und/oder zeitaufwendiger Instandhaltungsarbeiten,
- hoher Schwierigkeitsgrad der erforderlichen Arbeiten,
- hohe Kosten oder lange Lieferzeiten für Ersatzteile.